# Латур, Максимилиан фон
Граф Максимилиан Байе фон/де Латур (фр. Maximilien-Antoine-Charles-Joseph Comte de Baillet de Latour, нем. Maximilian Graf Baillet von Latour; 14 декабря 1737, Виртон, Герцогство Люксембург — 22 июля 1806, Вена) — австрийский фельдцейхмейстер.

## Биография
Участвовал в Семилетней войне и отличился в сражении при Колине (1757). В 1782 году был произведен в генерал-майоры.
В 1789 году в чине фельдмаршал-лейтенанта, командовал австрийскими войсками в Нидерландах. В течение 4 месяцев Латур с небольшим отрядом выдержал до 30 сражений, взял Намюр, Монс, Гент, Брюж, Остенде и окончательно подавил восстание, рассеяв силы повстанцев у Флоренна. Награждён рыцарским крестом Военного ордена Марии-Терезии.
В 1792 году был назначен командующим правым крылом австрийской армии в Нидерландах и искусно руководил отступлением её после поражения при Жемаппе.
В 1793 году Латур, командуя отдельным корпусом, прикрывавшим правое крыло австрийской армии, нанес французам поражение при Рюрмонде и вынудил их отступить на Тирлемон; затем Латур блокировал крепость Мобеж и прикрывал осаду Валансьенна.
В 1794 году командуя австрийскими войсками в союзной армии, Латур участвовал в осаде и взятии укрепленного лагеря и крепости Ландреси и умело действовал у Шарлеруа.
В 1795 году Латур, командуя корпусом, расположенным у Раштадта, нанес у Франкенталя поражение Пишегрю и вынудил его к отступлению на Шпейербах, изолировав, таким образом, крепость Мангейм, а затем оказал значительное содействие её овладению. Награждён большим крестом Военного ордена Марии-Терезии.
Произведенный в фельдцейхмейстеры, Латур в кампанию 1796 года командовал Верхне-Рейнской армией, при Келе потерпел поражение и отступил к Раштадту, затем прикрывал реку Лех и Тироль и нанес Моро поражение при Гейзенфельде, но во время неосторожного преследования после победы при Гейзенфельде, в свою очередь, был разбит при Биберахе. Затем вместе с эрцгерцогом Карлом вынудил французов под командованием Моро отступить за Рейн в битве при Шлиенгене. Зимой он осаждал Кель семь недель, пока город не сдался.
После отъезда эрцгерцога Карла в Вену Латур получил главное командование над армией. После заключения Кампо-Формийского мира Латур стал командующим войсками в Силезии и Моравии, в 1805 году был назначен президентом гофкригсрата и умер в 1806 году.